# Ambassade de France en Éthiopie
L'ambassade de France en Éthiopie est la représentation diplomatique de la République française auprès de la république fédérale démocratique d'Éthiopie. Elle est située à Addis-Abeba, la capitale du pays, et son ambassadeur est, depuis 2024, Alexis Lamek.

## Ambassade
L'ambassade est située à Addis-Abeba, dans le quartier Kebena, non loin de Siddist Kilo, au nord-est de la ville, dans un parc de 37 ha[réf. souhaitée]. Elle accueille aussi le consulat de France. La chancellerie assure aussi la représentation de la France auprès de l'Union africaine dont le siège est dans la capitale éthiopienne.

## Ambassadeurs de France en Éthiopie
| De   | À    | Ambassadeur                                                         |
| ---- | ---- | ------------------------------------------------------------------- |
| 1897 | 1907 | Léonce Lagarde, (ministre plénipotentiaire)                         |
| 1907 | 1908 | Antony Klobukowski                                                  |
| 1908 | 1916 | Charles-Édouard Brice, (ministre plénipotentiaire)                  |
| 1916 | 1922 | Maurice de Coppet, (ministre plénipotentiaire)                      |
| 1922 | 1923 | Maurice Boucoiran, chargé d'affaires assurant l'intérim             |
| 1923 | 1927 | Fernand Gaussen, (ministre plénipotentiaire)                        |
| 1927 | 1928 | M. de Scey-Montbéliard, chargé d'affaires assurant l'intérim        |
| 1928 | ?    | Paul-Marcel Verchère de Reffye                                      |
| 1935 | 1937 | Albert Bodard                                                       |
| 1937 | 1943 | (...)                                                               |
| 1943 | 1944 | Ludovic Chancel, délégué du Comité français de libération nationale |
| 1944 | 1945 | Jacques de Blesson                                                  |
| 1945 | 1950 | Henri Roux                                                          |
| 1950 | 1955 | Jacques Baeyens                                                     |
| 1955 | 1960 | Jean Sauvagnargues                                                  |
| 1960 | 1965 | Gontran Begoügne de Juniac                                          |
| 1965 | 1971 | Jean-Pierre Bénard                                                  |
| 1971 | 1975 | Albert Treca                                                        |
| 1975 | 1978 | M. Barbier                                                          |
| 1978 | 1980 | Jean Ausseil                                                        |
| 1980 | 1984 | Alain Bry                                                           |
| 1984 | 1987 | M. Paoli                                                            |
| 1987 | 1990 | François-Claude Michel                                              |
| 1990 | 1993 | Gérald Pavret de La Rochefordière                                   |
| 1993 | 1996 | Louis Amigues                                                       |
| 1996 | 2000 | Alain Rouquié                                                       |
| 2000 | 2001 | Jacques Dewatre                                                     |
| 2001 | 2004 | Josette Dallant                                                     |
| 2004 | 2008 | Stéphane Gompertz                                                   |
| 2008 | 2012 | Jean-Christophe Belliard                                            |
| 2012 | 2016 | Brigitte Collet                                                     |
| 2016 | 2020 | Frédéric Bontems                                                    |
| 2020 | 2024 | Rémi Marechaux                                                      |
| 2024 | auj. | Alexis Lamek                                                        |

## Consulats

### Communauté française
Au 31 décembre 2016, 1 074 Français sont inscrits sur les registres consulaires.
| 2001 | 2002 | 2003 | 2004 |
| ---- | ---- | ---- | ---- |
| 356  | 363  | 407  | 450  |

| 2005 | 2006 | 2007 | 2008 |
| ---- | ---- | ---- | ---- |
| 584  | 696  | 659  | 706  |

| 2009 | 2010 | 2011 | 2012 |
| ---- | ---- | ---- | ---- |
| 775  | 842  | 895  | 908  |

| 2013 | 2014 | 2015  | 2016  |
| ---- | ---- | ----- | ----- |
| 899  | 993  | 1 005 | 1 074 |

### Circonscriptions électorales
Depuis la loi du 22 juillet 2013 réformant la représentation des Français établis hors de France avec la mise en place de conseils consulaires au sein des missions diplomatiques, les ressortissants français d'une circonscription recouvrant l'Éthiopie, le Soudan et le Soudan du Sud élisent pour six ans un conseiller consulaire. Ce dernier a trois rôles : 
1. il est un élu de proximité pour les Français de l'étranger ;
2. il appartient à l'une des quinze circonscriptions qui élisent en leur sein les membres de l'Assemblée des Français de l'étranger ;
3. il intègre le collège électoral qui élit les sénateurs représentant les Français établis hors de France.

Pour l'élection à l'Assemblée des Français de l'étranger, l'Éthiopie appartenait jusqu'en 2014 à la circonscription électorale de Djibouti, comprenant aussi Djibouti, l'Érythrée et la Somalie, et désignant deux sièges. L'Éthiopie appartient désormais à la circonscription électorale « Afrique centrale, australe et orientale » dont le chef-lieu est Libreville et qui désigne cinq de ses 37 conseillers consulaires pour siéger parmi les 90 membres de l'Assemblée des Français de l'étranger.
Pour l'élection des députés des Français de l’étranger, l'Éthiopie dépend de la 10e circonscription.